# 自由哥薩克
自由哥薩克（烏克蘭語：Вільне козацтво）是1917 年春天在烏克蘭人民共和國作為志願民兵組織的烏克蘭哥薩克。自由哥薩克被視為現代烏克蘭國家執法組織的前身，例如烏克蘭國民警衛隊或烏克蘭內部部隊。